# Mar de Salomó
La mar de Salomó (en anglès Solomon Sea) és una mar oberta al sud-oest de l'oceà Pacífic. En ell s'hi troben, entre d'altres, l'arxipèlag Louisiade, les Illes de Nova Geòrgia i l'Illa de Guadalcanal. La zona ha fou colonitzada pels polinesis i fou explorada per àrabs i xinesos, i descoberta per als occidentals per Álvaro de Mendaña y Neira quan va salpar del Perú a la recerca de les mines d'or del rei Salomó.

## Delimitació i dimensions
Està situada entre les illes Salomó a l'est, de les quals rep el nom, l'arxipèlag de Bismarck al nord (Nova Bretanya i Nova Irlanda), Nova Guinea a l'oest i el mar del Corall al sud. La seva superfície és propera als 720.000 km², es correspon aproximadament amb la Placa de la mar de Salomó.
La màxima autoritat internacional en matèria de delimitació de mars, l'Organització Hidrogràfica Internacional («International Hydrographic Organization, IHO), considera el mar de les Salomó com un mar. En la seva publicació de referència mundial, Limits of oceans and seas (Límits d'oceans i mars, 3a edició de 1953), li assigna el número d'identificació 65 i el defineix de la manera següent:
| « | On the Northwest. By the Southeast limit of Bismarck Sea (66). On the Northeast. By a line from the Southern point of New Ireland to the North point of Buka Island, through this island to the Northwest point of Bougainville Island, along the Southern coasts of Bougainville, Choisel, Ysabel, Malaita and San Cristobal Islands. On the South.The Northern limit of the Coral Sea (64) between San Cristobal Island, Solomons, and Gado-Gadoa Island, off the Southeast extreme of New Guinea. On the Southwest.By the coast of New Guinea and a line from its Southeasternmost point through the Louisiade Archipelago to Rossel Island.»] [66. Bismarck Sea. On the Southeast. A line from the Southern point of New Ireland along the parallel of 4°50' South to the coast of New Britain, along its Northern coast and thence a line from its Western extreme through the Northern point of Umboi Island to Teliata Point, New Guinea (5°55' S, 147°24' E).] [64.-Coral Sea. On the North.The South coast of New Guinea from the entrance to the Bensbak River (141º01' E) to Gado-Gadoa Island near its Southeastern extreme (10°38' S, 150º34' E), down this meridian to the 100 fathom une and thence along the Southern edges of Uluma (Suckling) Reef and those extending to the Eastward as fast as the Southeast point of Lawik Reef (11°43',5 S, 153°56',5 E) off Tagula Island, thence a line to the Southern extreme of Rennell Island and from its Eastern point to Cape Surville, the Eastern extreme of San Cristóbal IsIand, Solomons; thence through Nupani, the Northwestern of the Santa Cruz Islands (10°04' S, 165°40',5 E) to the Northernmost Island of the Duff or Wilson Group (9º48',5 S, 167º06' E). | Al nord-oest. Pel límit sud-est del mar de Bismarck (66). Al nord-est. Per una línia des del punt Sud de Nova Irlanda fins a la punta Nord de l'illa de Buka, a través d'aquesta illa fins al punt Nord-oest de l'illa de Bougainville, al llarg de les costes del sud de Bougainville, Choisel, Ysabel, Malaita i illes Sant Cristòfol.<ref<«Solomon Islands, east of New Guinea». World Wildlife Fund.</ref> Al sud. El límit nord del mar de Corall (64) entre l'illa San Cristóbal, les Illes Salomó i l'illa Gado-Gadoa, a l'extrem sud-est de Nova Guinea. Al sud-oest. Per la costa de Nova Guinea i una línia des del punt més sud-est a través de l'arxipèlag Louisiade fins a l'illa de Rossel. [66. Mar de Bismarck. Al sud-est. Una línia des de l'extrem sud de Nova Irlanda al llarg del paral·lel dels 4°50' Sud fins a la costa de Nova Anglaterra, al llarg de la costa nord i des d'allà una línia des del seu extrem occidental a través de la punta Nord de l'illa Umboi fins a punta Teliata, Nova Guinea (5°55'S, 147°24'E).] [64.-Mar del Coral. Al nord. braces i des d'allà al llarg de la vora meridional del corall Uluma (Suckling) i estenent-se cap a l'Est fins a la punta sud-est del corall Lawik (11°43,5'S, 153°56,5'E) fora de l'illa Tagula, des de allí una línia fins a l'extrem sud d'illa Rennell i des de la punta oriental a terme Surville, l'extrem oriental de l'illa Sant Cristòfol, Illes Salomó; i des d'allà a través de Nupani, al nord-oest de les illes Santa Cruz (10°04'S, 165°40,5' E) a la més septentrional de les illes del grup Duff o Wilson (9º48,5'S, 167º06'S).] | » |
| — | | |   |

## Recursos naturals
Els ecosistemes del mar de Salomó, que forma part del Triangle de corall són dels més diversos i intactes del planeta a la terra, amb la biodiversitat més alta d'espècies de corall i peix de la Terra, i que han donat subsistència a la població local de manera sostenible durant milers d'anys. El canvi recent a explotació comercial de boscos marins i esculls, i els impactes relacionats amb el canvi climàtic han exercit i continuaran pressionant aquests recursos.

## Fauna i flora
La vida marina a les Illes Salomó és rica i variada. És probable que hi hagi moltes més espècies per descobrir, i entre els descoberts es troben 30 espècies de manglars, 10 espècies de Macroalgues, 494 espècies de corall, 1159 espècies de peixos d'escull, 10 espècies de balenes i dofins, 10 espècies de taurons i 5 espècies de tortugues.

## Fons marí
Es tracta d'un mar profund, amb la plataforma de Nova Bretanya al nord, a una profunditat general de més de 4.000 metres, on es troba la fossa de la Nova Gran Bretanya, que arriba a la seva profunditat màxima a 9.140 m per sota del nivell del mar, la depressió de les Salomó al centre, arribant a profunditats de 7.000 metres i la fossa de Makira (abans San Cristobal) al sud-est.

## Formació

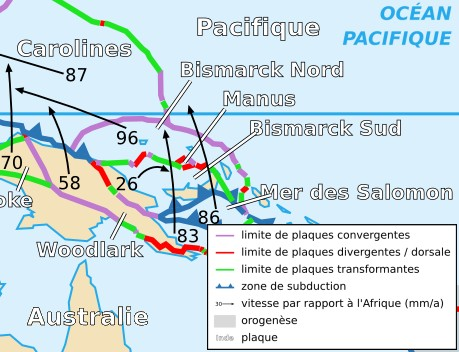
Mapa de la Placa de la mar de Salomó i les plaques veïnes (en francès)

La propagació al cap al mar de Bismarck i la placa Woodlark va resultar de la interacció entre les plaques del Pacífic i Austràlia, específicament de la col·lisió de l'arc insular proto-oest de la Melanèsia amb el nord de Nova Guinea, que es va produir després de la inversió de l'arc. Aquest model explica l'extens vulcanisme del Miocè, el Pliocè i el Quaternari de Papua Nova Guinea, ja que es relacionava amb la subducció cap al sud del Trobriand Trough.
La Placa de la mar de Salomó es va desenvolupar àmpliament durant l'Oligocè final, separant l'arc proto-occidental melanesià de l'arc proto-trobriand. Desapareix en dues zones de subducció, se submergeix per sota de la Placa de les Bismarck Septentrionals al nord-oest i la placa del Pacífic al nord-est formant a partir d'aquesta col·lisió i del vulcanisme resultant l'illa volcànica de Nova Bretanya. La zona de subducció sud-oest és on la Placa de la mar de Salomó se submergeix per sota de la placa indo-australiana.

## Població
Les principals ciutats costaneres són Lae, a Nova Guinea, i Honiara, capital de les Salomó, situada a l'illa de Guadalcanal.

## Segona guerra mundial
A les seves aigües es van disputar moltes batalles de la Guerra del Pacífic (1937-1945) de la Segona Guerra Mundial.
L'illa de Guadalcanal, a l'arxipèlag de les Salomó, estava ocupada pels japonesos des del juliol de 1942. Els americans hi van desembarcar el 7 d'agost. A partir de llavors, Guadalcanal i les seves aigües es van convertir en el centre de nombrosos combats terrestres, navals i aeris. Els japonesos no van poder resistir el ritme de baixes i el gener de 1943 es va ordenar l'evacuació de l'illa. Després d'aquestes derrotes, els japonesos van perdre totalment la iniciativa i es van limitar a defensar els territoris ja ocupats.
Després d'haver aturat l'expansió japonesa pel Pacífic, els aliats van passar a l'atac. Cap a la fi de juny de 1943, va començar una campanya per aïllar la important base japonesa de Rabaul a l'illa de Nova Bretanya. Es van atacar simultàniament les bases japoneses a Nova Guinea, seguint la costa nord de l'illa en direcció nord-oest i es van realitzar atacs amfibis a les illes Salomó. La bona marxa de l'operació va permetre que a final de 1943 tropes nord-americanes desembarquessin a la mateixa illa de Nova Bretanya. Pel mateix temps però a milers de quilòmetres d'allí, els americans van expulsar els japonesos dels atols de Tarawa i Makin, a les illes Gilbert.